# 西部内陸海路

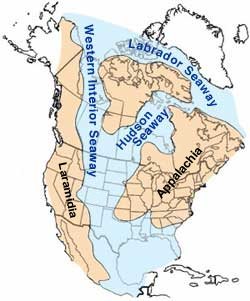
約1億年前、白亜紀中期の頃の西部内陸海路
（図中のWestern Interior Seaway）

西部内陸海路（せいぶないりくかいろ、英: Western Interior Seaway）または白亜紀海路（はくあきかいろ、英: Cretaceous Seaway、ほかに Niobraran Sea, North American Inland Sea とも）は、白亜紀中期から後期、または古第三紀のごく初期までに存在していた巨大な内海である。以下、本項では名称を「西部内陸海路」に統一する。
北アメリカ大陸の西部をララミディア大陸として、東部をアパラチア大陸として2つに分断していた。現在のアメリカ合衆国とカナダに当たる地域の間を通り、南はメキシコ湾、北は北氷洋に至るまで及んでいた。最大で深さ760メートル、 幅970キロメートルに達し、長さは3,200キロメートルを上回っていた。

## 起源と地質学

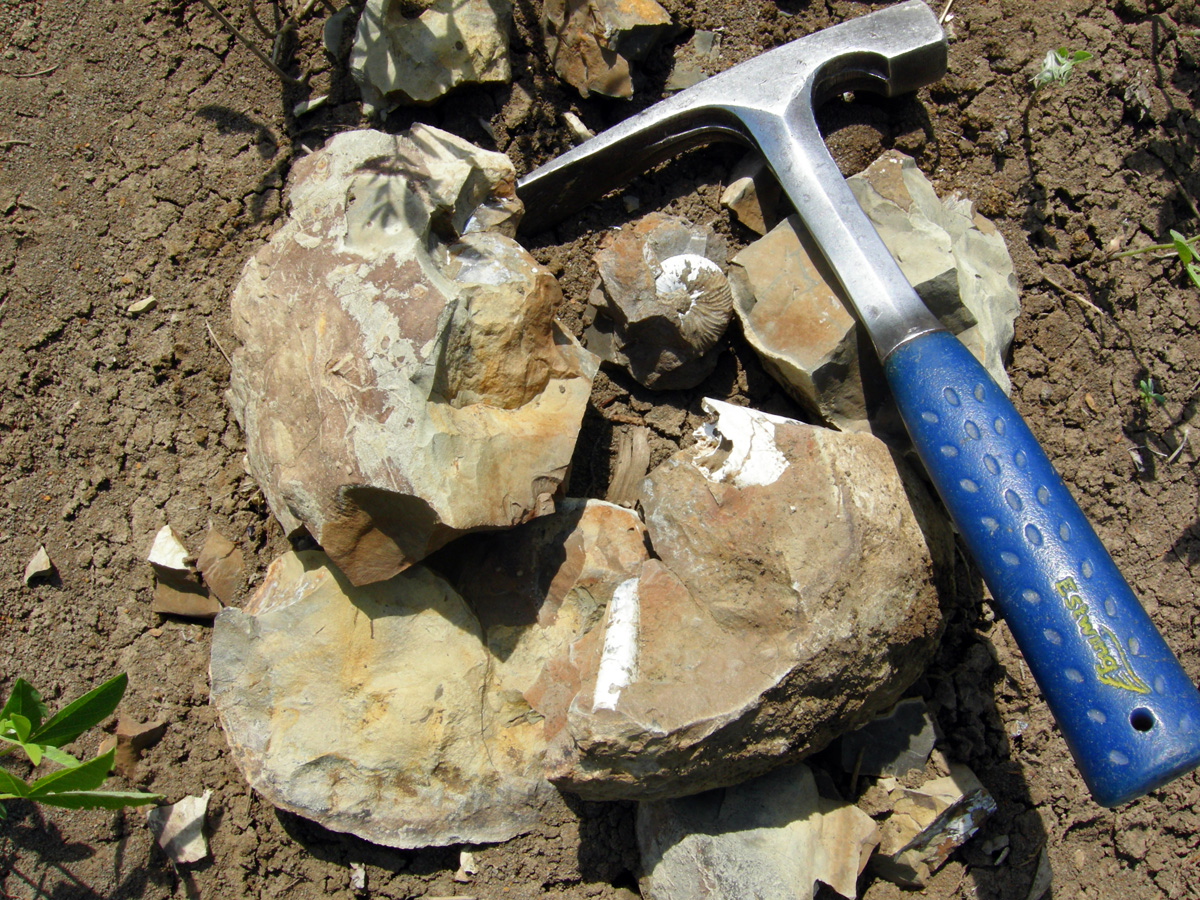
化石が入っている割れた凝結物（白亜紀後期、モンタナ州 エカラカ（Ekalaka）附近の:en:Pierre Shaleにて）

西部内陸海路は白亜紀の間ファラロンプレートが北アメリカプレートの下に潜り込むことにより生じた。プレートの収束が進行してくると、若く浮揚性のあるファラロンプレートのリソスフェアが低角で沈み込んだ（スラブの低角沈み込み、フラットスラブ沈み込み、英: flat-slab subductionと呼ばれる現象）。この低角で沈み込んだスラブはリソスフェア基部に静止摩擦 を働かせて、それを引き下げ、水面に dynamic topography を産み出した。これが西部内陸海路の開闢である。白亜紀に起こったこの沈下と海水面上昇により、北の北氷洋からの水と南のメキシコ湾からの水が合流して中央低地帯を水没させ、 白亜紀の間に海を海進・海退させた。
西部内陸海路の最も初期の段階は、白亜紀中期に北氷洋の腕が北アメリカ西部から南に海進して始まり Mowry Sea を形成した。 Mowry Sea は有機物に富んだ頁岩層である Mowry Shale から命名された。南ではテティス海の延長であるメキシコ湾が白亜紀後期に Mowry Sea と繋がり、「完全な」海路を形成した。
西部内陸海路はロッキー山脈から東のアパラチア山脈まで広がり、約1,000キロメートルの幅を有していたが、その深さは深くとも800 - 900メートルしかなかった。これは海としては浅い方である。2大陸の分水界は東西から西部内陸海路に流れ込んでその水を薄め、侵食されて低地の海岸に沿って三角洲系の移動を行うシルトの供給源となった。西部内陸海路の東部の海岸はほとんど沈降しなかったが、西部の境界はスヴィエ変動帯（Sevier orogenic belt)から東へ侵食された厚い砕屑ウェッジ（clastic wedge）を構成する。 海岸西部は平均海水面と堆積物供給の変化に伴ってこのように高い変動性を示した。

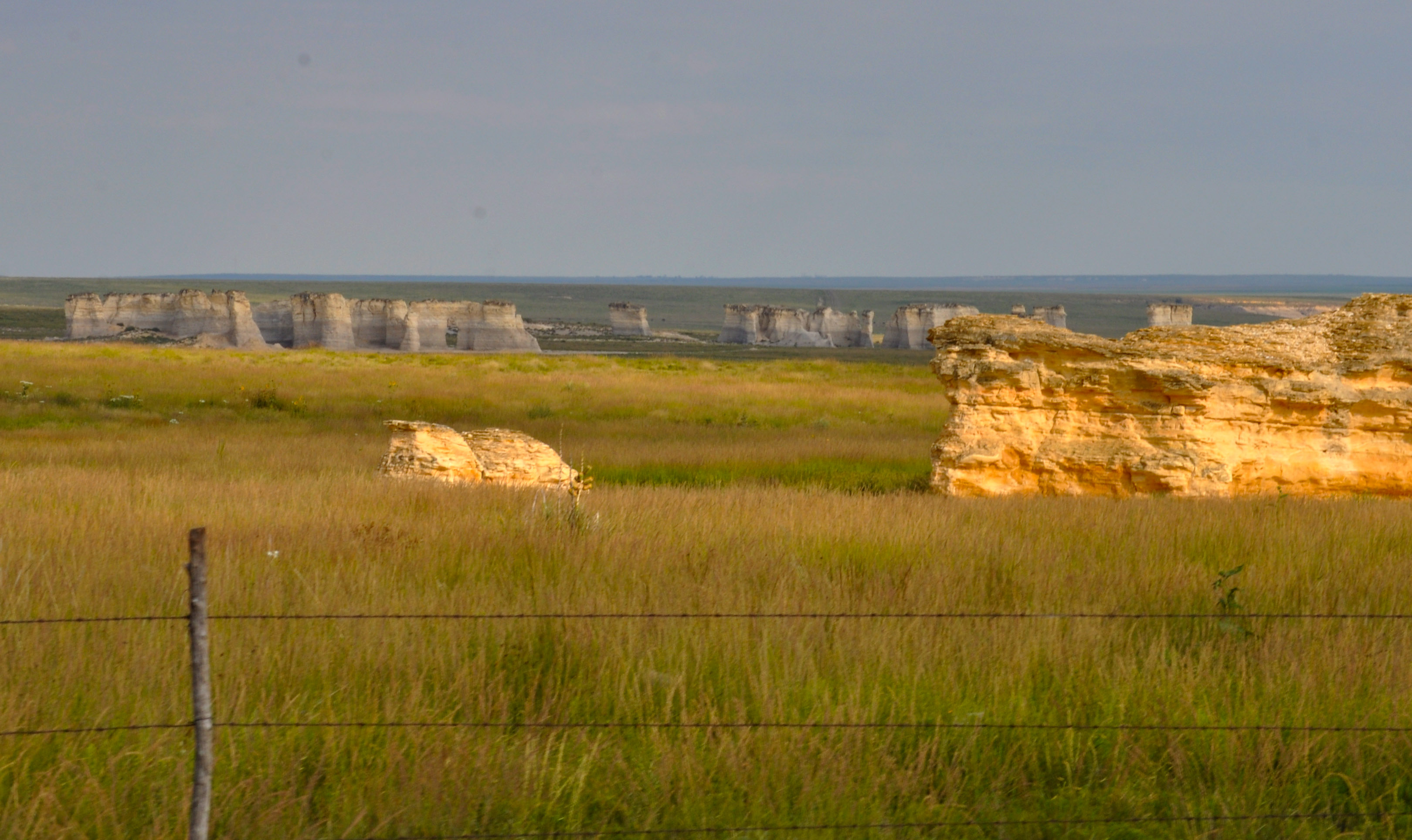
オークリーの40キロメートル南に位置する Monument Rocks

西部内陸海路が石灰質の藻類に富み、暖かく、熱帯であったことが広範囲に亘る炭酸塩堆積物により示唆されており、それら堆積物の遺物がカンザス州の至る所に見つかっている。顕著な例としてMonument Rocks が挙げられる。これは曝露されたチョークが周囲の地面から約20メートルの高さの塔を形作っているものである。これは国立自然ランドマーク（National Natural Landmark）と The 8 Wonders of Kansas の一つに選定されていて、カンザス州 オークリー(英語版)の約40キロメートル南に位置する。
白亜紀後期に数回、西部内陸海路は無酸素の時代（Western Interior Seaway anoxia）を経験した。そこで底層水は酸素が欠乏し、水柱（water column）は層別化された。
白亜紀末、ララミー変動と呼ばれる造山運動によって砂洲（砂岩）と泥質の汽水性潟湖（頁岩）が持ち上げられた（これはララミー累層として今日でもシルトと砂岩の厚いシーケンスがみられる）。その時、その間にある盆地が段階的に沈降した。西部内陸海路はダコタを横切り、メキシコ湾に向かって南へ後退した。この縮小した時期の西部内陸海路は Pierre Seaway と呼ばれる。
暁新世の早い時期では、西部内陸海路の一部は未だ Mississippi Embayment の海域を占めており、現在のメンフィスの地域は沈水していた。しかし、これより後の海進は西部内陸海路の原因となる以前の事象より、むしろ新生代の Tejas sequence に関係がある。

## 動物相

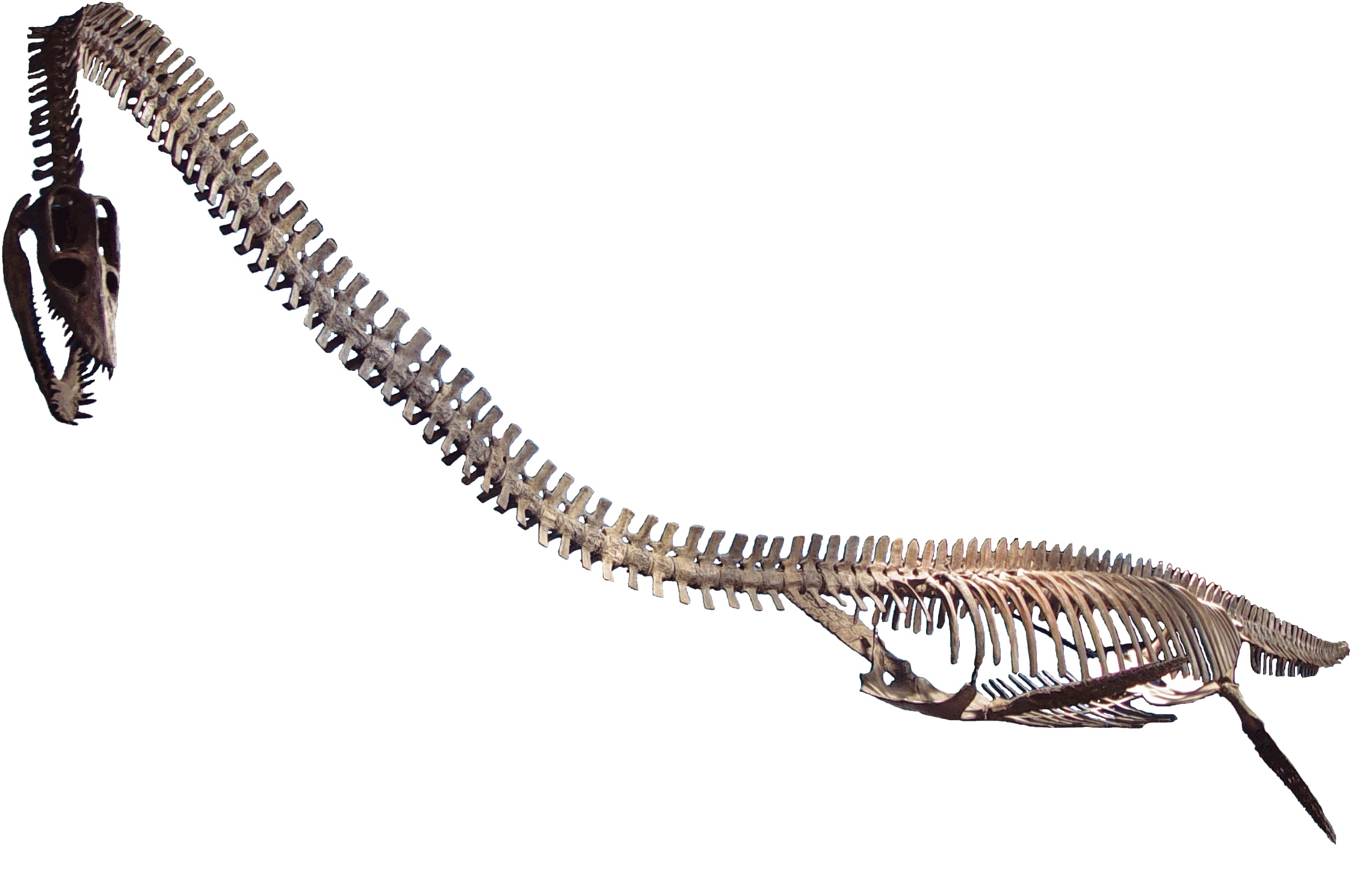
コロラド州ウッドランドパークにあるRocky Mountain Dinosaur Resource Centerのエラスモサウルス

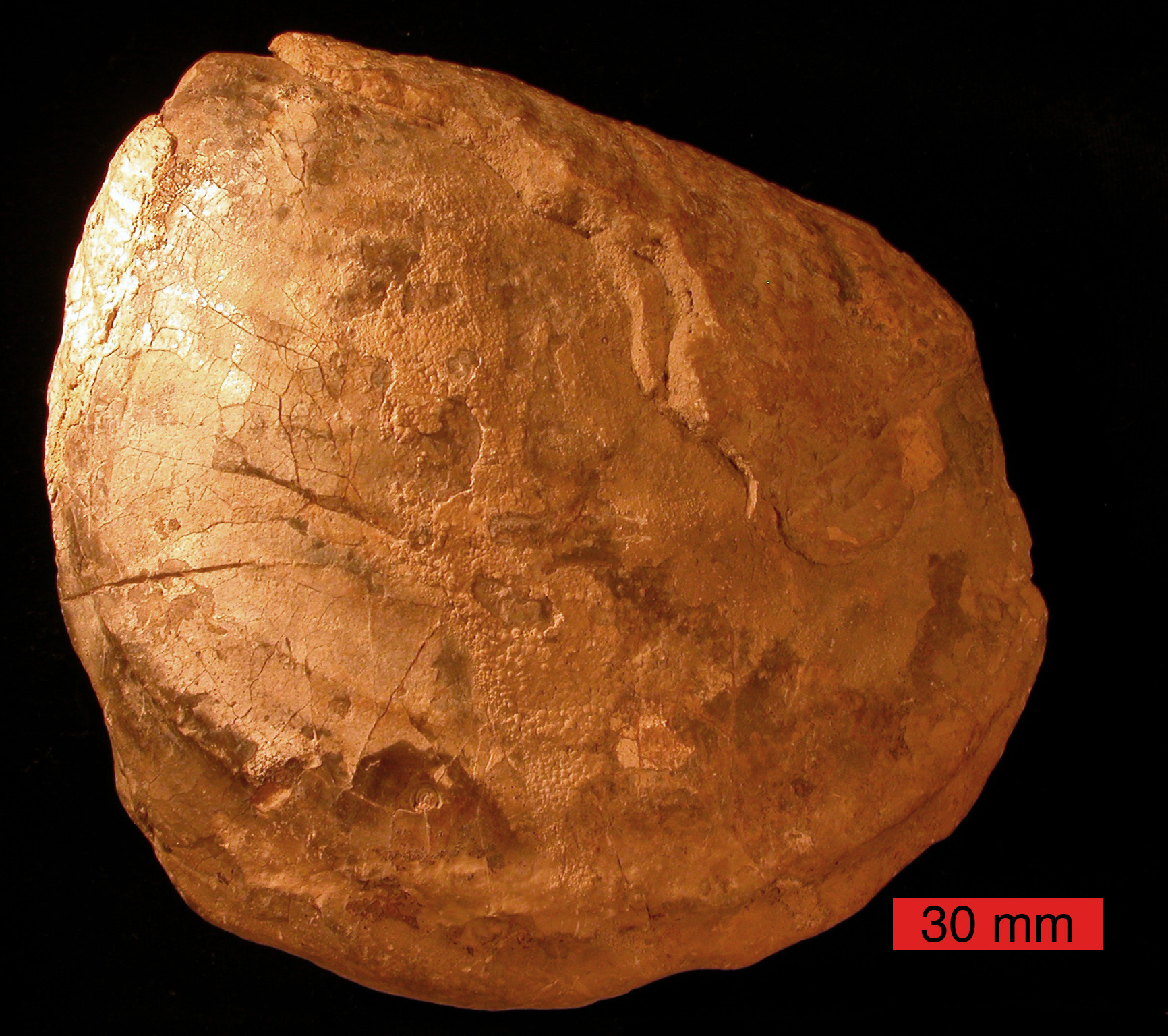
サウスダコタの白亜層から見つかった古代の二枚貝イノセラムス

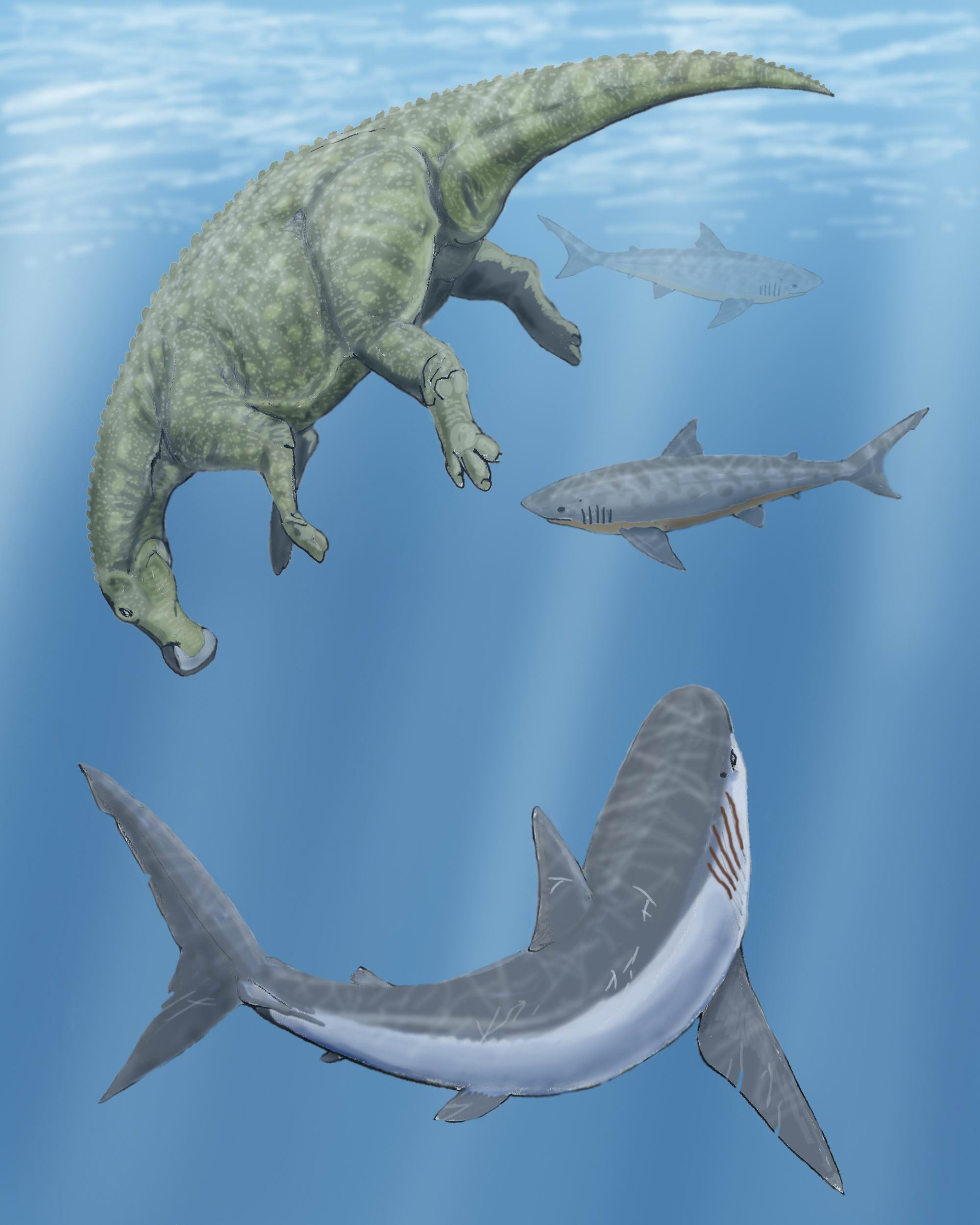
西部内陸海路の様子の想像図。死んだクラオサウルスを取り囲むクレトキシリナと2匹のスクアリコラックス

西部内陸海路は浅海で、豊富な海洋生物に満ちていた。西部内陸海路には頂点捕食者である全長18メートルまで成長したモササウルスや、首長竜であるプレシオサウルスのような捕食性の海棲爬虫類 が生息していた。ほかの海洋生物には全長7メートルのクレトキシリナや、巨大な貝食性の(10 メートルに及ぶと推定される）プチコドゥス Ptychodus mortoni やスクアリコラックスのようなサメ、パキリゾドゥスや エンコドゥス および全長5メートルで現生のどの硬骨魚類より大きい重厚な魚類であるシファクティヌスなどの硬骨魚類がいた。無脊椎動物ではアンモナイト,、イカのような ベレムナイトなどの軟体動物、そして白亜紀の名称の由来となった白亜を生成する円石藻や有孔虫、放散虫を含むプランクトンなどがいた。
西部内陸海路は初期の鳥類の棲み処にもなっていた。例えば、水中を泳ぐための堅牢な後肢と、飛ぶためでなく操舵するための小さな翼のような前肢をもった飛べない鳥ヘスペロルニスや、歯のついた嘴をもちアジサシに似ている初期の鳥類イクチオルニスがいた。空には、イクチオルニスのほかにニクトサウルスやプテラノドンのような巨大な翼竜が棲息していた。西部内陸海路の南の区域でしか発見されていないが、プテラノドンの化石は非常によく見られ、プテラノドンは恐らく海面の生態系において主要な要素であったと考えられる。
海底には Pierre Shale で化石化された殻が見つかっている巨大な二枚貝であるイノセラムスがいた。イノセラムスは方解石の"プリズム"による真珠光沢を持つ厚い殻を有していた。その巨大さは濁った海底に適応し、酸素濃度が低い水中で生き残るために鰓を発達させる必要があったためであると古生物学者は考えている。